# Revonnas
Revonnas [ʁəvɔna] est une commune française, dans le département de l'Ain en région Auvergne-Rhône-Alpes.

## Géographie
Revonnas est situé à 10 km à l'est de Bourg-en-Bresse (préfecture de l’Ain), Revonnas se situe dans le Revermont (bord occidental du Massif du Jura).

### Climat
Pour des articles plus généraux, voir Climat d'Auvergne-Rhône-Alpes et Climat de l'Ain.
En 2010, le climat de la commune est de type climat des marges montargnardes, selon une étude du CNRS s'appuyant sur une série de données couvrant la période 1971-2000. En 2020, Météo-France publie une typologie des climats de la France métropolitaine dans laquelle la commune est dans une zone de transition entre le climat semi-continental et le climat de montagne et est dans la région climatique Bourgogne, vallée de la Saône, caractérisée par un bon ensoleillement (1 900 h/an), un été chaud (18,5 °C), un air sec au printemps et en été et des vents faibles.
Pour la période 1971-2000, la température annuelle moyenne est de 10,8 °C, avec une amplitude thermique annuelle de 17,6 °C. Le cumul annuel moyen de précipitations est de 1 349 mm, avec 11,8 jours de précipitations en janvier et 8,1 jours en juillet. Pour la période 1991-2020, la température moyenne annuelle observée sur la station météorologique de Météo-France la plus proche, « Ceyzériat_sapc », sur la commune de Ceyzériat à 2 km à vol d'oiseau, est de 11,7 °C et le cumul annuel moyen de précipitations est de 1 032,6 mm,. Pour l'avenir, les paramètres climatiques de la commune estimés pour 2050 selon différents scénarios d'émission de gaz à effet de serre sont consultables sur un site dédié publié par Météo-France en novembre 2022.

## Urbanisme

### Typologie
Au 1er janvier 2024, Revonnas est catégorisée commune rurale à habitat dispersé, selon la nouvelle grille communale de densité à 7 niveaux définie par l'Insee en 2022.
Elle appartient à l'unité urbaine de Ceyzériat, une agglomération intra-départementale dont elle est une commune de la banlieue,. Par ailleurs la commune fait partie de l'aire d'attraction de Bourg-en-Bresse, dont elle est une commune de la couronne,. Cette aire, qui regroupe 80 communes, est catégorisée dans les aires de 50 000 à moins de 200 000 habitants,.

### Occupation des sols
L'occupation des sols de la commune, telle qu'elle ressort de la base de données européenne d’occupation biophysique des sols Corine Land Cover (CLC), est marquée par l'importance des territoires agricoles (58,8 % en 2018), en diminution par rapport à 1990 (61,8 %). La répartition détaillée en 2018 est la suivante : 
prairies (36,4 %), forêts (33,2 %), zones agricoles hétérogènes (18,7 %), zones urbanisées (8 %), terres arables (3,7 %).
L'évolution de l’occupation des sols de la commune et de ses infrastructures peut être observée sur les différentes représentations cartographiques du territoire : la carte de Cassini (XVIIIe siècle), la carte d'état-major (1820-1866) et les cartes ou photos aériennes de l'IGN pour la période actuelle (1950 à aujourd'hui).

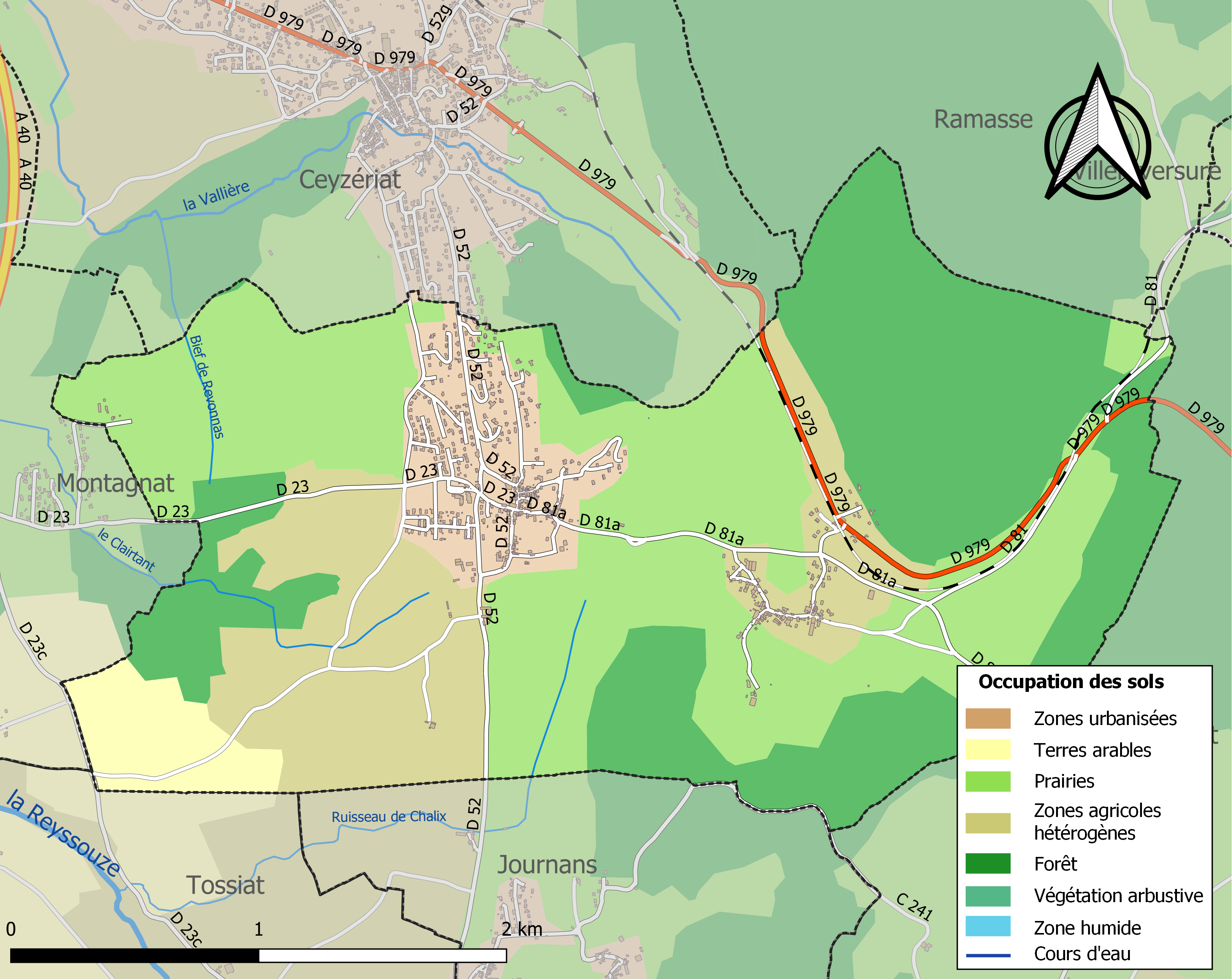
Carte des infrastructures et de l'occupation des sols de la commune en 2018 (CLC).

## Toponymie
Revonnas tiendrait son nom de sa situation sur une déclivité de terrain, très proche d'un ravin côtoyé par la route reliant le village à Sénissiat. Sa genèse est le latin RAPINA devenu RAVINA par mutation du P en V. On en a fait REBENIUS -REBENATIS puis par dissimulation REBONNATIS - REVENA puis REVONACUS vers l'an 886 - REBENNUS postulé par REBENIUS - YLIO DE REVENAS en 1126 - REVONNACUS en 1186 REVONAS en 1250 - REVONA en 1325 -REVUENA en 1350 - REVONACUS en 1430 - ITER TENDENS A BURGO APUD REVONAS en 1436 - REVONAZ en 1497 - REVONA en 1618 - REVONAS en 1650 - REVON- en 1683 - REVONNAS en 1734 - REVONAS en 1808. Revonnas, c'était une paroisse sous le vocable de saint Blaise jadis à la collation de l'abbé d'Ambronay.
Le nom de Sénissiat, le principal hameau de la commune après Revonnas, viendrait du nom SENES (demeure de vieux prêtres celtiques). Désigné sous l'ancienne charte sous le nom de SENETIACUM, SINICIACUM, SIN1CIACUS (propriété de Serti-dus), ce hameau est peut-être un ancien fief, car Isabelle de BES, sœur de Guy de BES, chanoine de Lyon est qualifiée de Dame de Sénissiat, dans un acte de 12921. Ce fief fut sans aucun doute uni à la seigneurie de Rivoire dont il dépendait au dernier siècle.

## Histoire
Le village est mentionné dès le XIIe siècle.

## Politique et administration

### Découpage territorial
La commune de Revonnas est membre de la communauté d'agglomération du Bassin de Bourg-en-Bresse, un établissement public de coopération intercommunale (EPCI) à fiscalité propre créé le 1er janvier 2017 dont le siège est à Bourg-en-Bresse. Ce dernier est par ailleurs membre d'autres groupements intercommunaux.
Sur le plan administratif, elle est rattachée à l'arrondissement de Bourg-en-Bresse, au département de l'Ain et à la région Auvergne-Rhône-Alpes. Sur le plan électoral, elle dépend du  canton de Ceyzériat pour l'élection des conseillers départementaux, depuis le redécoupage cantonal de 2014 entré en vigueur en 2015, et de la première circonscription de l'Ain  pour les élections législatives, depuis le dernier découpage électoral de 2010.

### Administration municipale
| Période                                  | Période      | Identité        | Étiquette | Qualité |
| ---------------------------------------- | ------------ | --------------- | --------- | ------- |
| avant 1989                               |              | Marcel Michon   |           |         |
| mars 1989                                | juin 1995    | Pierre Degez    |           |         |
| juin 1995                                | mars 2008    | Jean Maineult   |           |         |
| mars 2008                                | Octobre 2015 | Caroline Zittel |           |         |
| décembre 2015                            | mars 2020    | Pierre Degez    |           |         |
| mars 2020                                | En cours     | Patrick Roche   |           |         |
| Les données manquantes sont à compléter. |              |                 |           |         |

En 2015, la préfecture intervient, il manque près de 150 000 € pour équilibrer le budget. Les impôts locaux sont augmentés de 70 %. À la suite de cela le maire ainsi que la majorité du conseil municipal démissionnent, une nouvelle élection se déroule le 6 décembre 2015, en même temps que les élections régionales. Pierre DEGEZ, déjà maire de la commune dans les années 1990 est élu.

## Population et société

### Démographie
L'évolution du nombre d'habitants est connue à travers les recensements de la population effectués dans la commune depuis 1793. Pour les communes de moins de 10 000 habitants, une enquête de recensement portant sur toute la population est réalisée tous les cinq ans, les populations de référence des années intermédiaires étant quant à elles estimées par interpolation ou extrapolation. Pour la commune, le premier recensement exhaustif entrant dans le cadre du nouveau dispositif a été réalisé en 2008.

En 2022, la commune comptait 905 habitants, en évolution de −1,74 % par rapport à 2016 (Ain : +5,15 %, France hors Mayotte : +2,11 %).
| 1793 | 1800 | 1806 | 1821 | 1831 | 1836 | 1841 | 1846 | 1851 |
| ---- | ---- | ---- | ---- | ---- | ---- | ---- | ---- | ---- |
| 604  | 625  | 659  | 606  | 540  | 530  | 538  | 502  | 500  |

| 1856 | 1861 | 1866 | 1872 | 1876 | 1881 | 1886 | 1891 | 1896 |
| ---- | ---- | ---- | ---- | ---- | ---- | ---- | ---- | ---- |
| 460  | 451  | 424  | 404  | 389  | 414  | 424  | 368  | 380  |

| 1901 | 1906 | 1911 | 1921 | 1926 | 1931 | 1936 | 1946 | 1954 |
| ---- | ---- | ---- | ---- | ---- | ---- | ---- | ---- | ---- |
| 381  | 352  | 330  | 315  | 317  | 310  | 303  | 276  | 269  |

| 1962 | 1968 | 1975 | 1982 | 1990 | 1999 | 2006 | 2008 | 2013 |
| ---- | ---- | ---- | ---- | ---- | ---- | ---- | ---- | ---- |
| 257  | 284  | 335  | 390  | 438  | 492  | 630  | 670  | 912  |

| 2018 | 2022 | - | - | - | - | - | - | - |
| ---- | ---- | - | - | - | - | - | - | - |
| 888  | 905  | - | - | - | - | - | - | - |

### Enseignement
Une école primaire est présente dans le village de Revonnas. En 2009, l'école a été déplacé dans un bâtiment nouvellement construit.

### Santé
Aucun personnel de santé n'est présent sur la commune.
Des médecins exercent sur des communes limitrophes (Ceyzeriat, Montagnat), de même des infirmières sont présentes à Ceyzeriat. L’hôpital le plus proche est celui de Bourg-en-Bresse (hôpital Fleyriat). La clinique Convert également située à Bourg-en-Bresse possède aussi des urgences.

### Jumelages
- Ungureni (Roumanie) depuis 2000[23]

### Tour de France
- Revonnas est traversé par le Tour de France 2023 lors de la 18e étape (Moûtier - Bourg-en-Bresse)

## Économie
La commune compte peu d'entreprises et donc peu d'emplois pour ses habitants. Leurs emplois se situent pour beaucoup en dehors de la commune, à Bourg-en-Bresse et dans ses alentours.
Revonnas se trouve dans l'aire de production du Comté ainsi que dans celle du Coteaux-de-l'Ain.

## Culture et patrimoine

### Lieux et monuments

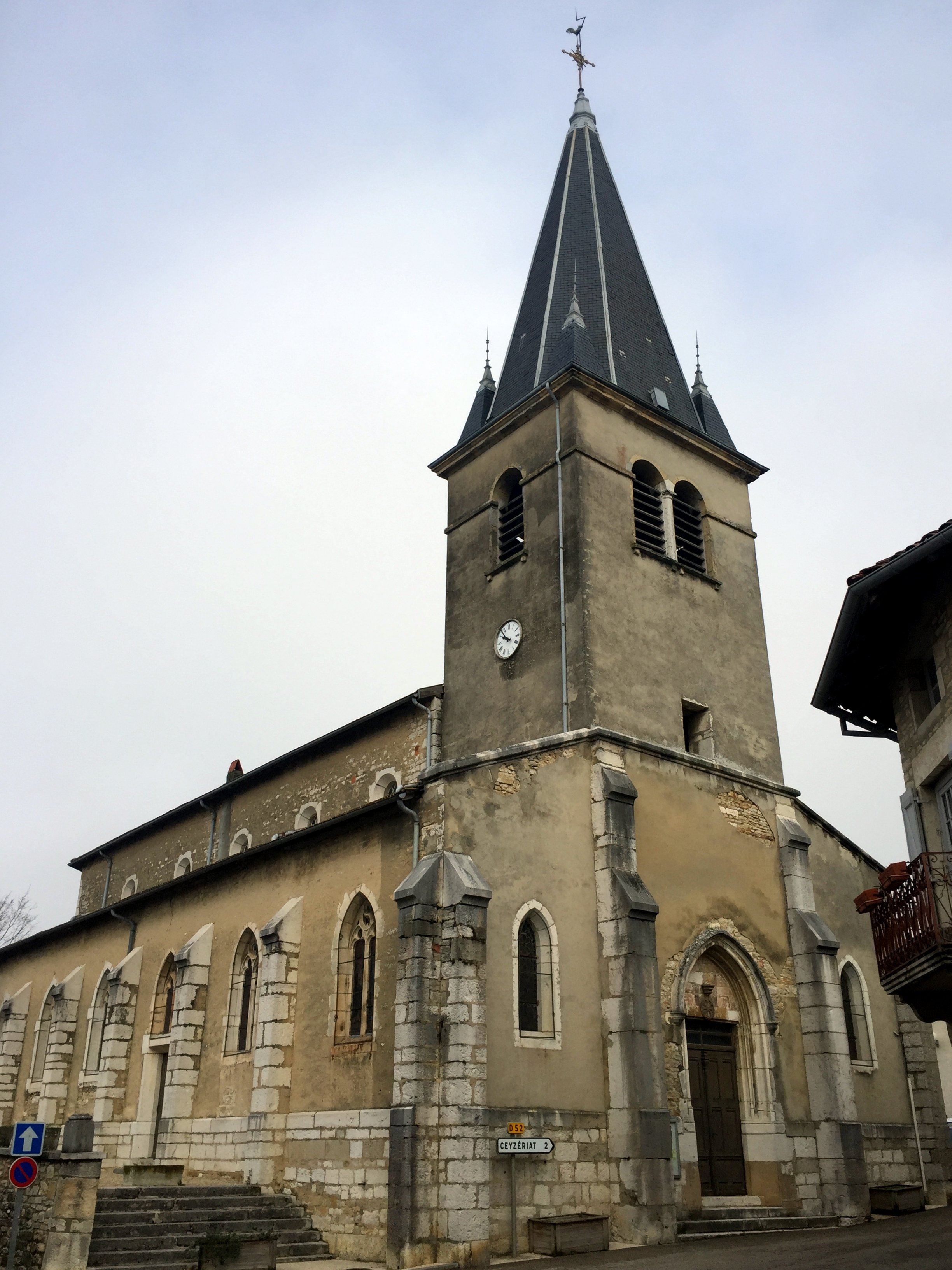
L'église Saint-Blaise.

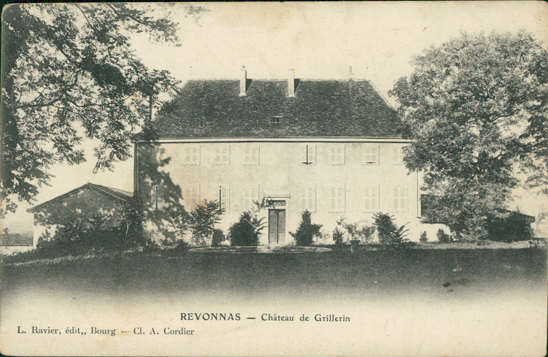
Carte postale ancienne du château de Grillerin.

- La tour résidentielle du Deaul, citée depuis 1340 fait l’objet d’une inscription au titre des monuments historiques depuis le 11 juin 2003.
- Château de Grillerin.
- Église Saint-Blaise reconstruite en 1875.
- Domaine de La Grillette XVIIIe siècle.
- Maison Frilet : tour du XVIe siècle.
- Gare de Sénissiat-Revonnas (fermée).

### Personnalités liées à la commune
- Swann Nambotin (2002-), acteur français, est originaire de la commune[24].

### Héraldique
| Blason de Revonnas | Blason  | Écartelé d'or et de gueules à la croix contre-écartelée de gueules et d'argent brochant sur l'écartelé, cantonnée au premier d'une tour de gueules ouverte et ajourée du champ, au deuxième d'une fleur de lys d'or, au troisième d'un faisceau rayonnant de treize épis d'or lié du même, au quatrième d'une grappe de raisin de gueules. |
| Blason de Revonnas | Détails | |